# Куллама
Куллама — башкирська і татарська національна страва.
Куллама готується з жирного відвареного м'яса. Бульйон з капустою, Салмою, морквою і цибулею вариться і подається зі шматочками м'яса. Відмінність куллами від улюша - в наявності в улюші картоплі. 
Салма готується з тонко розкатаного тіста, нарізаного ромбиками розміром 15 × 15 мм. 

## Цікаві факти
Супи, до яких відноситься і куллама - улюблені страви башкир. За мусульманською традицією вони повинні бути густими і ситними. Гарячий наваристий суп - це найпоширеніша їжа, якою насичуються люди після трудового дня в Башкирії. Супи рясно посипають свіжою зеленню, використовують прянощі, в тому числі перець червоний, чорний, білий і запашний, кмин, шафран, гвоздику, корицю, лавровий лист, імбир, мускатний горіх.